# Allotrella analogica
Allotrella analogica är en insektsart som beskrevs av Andrej Vasiljevitj Gorochov 2006. Allotrella analogica ingår i släktet Allotrella och familjen syrsor. Inga underarter finns listade i Catalogue of Life.